# Nationales Koreanisches Maritimes Museum

Blick auf das Museum von Westen

Das Nationale Koreanische Maritime Museum (koreanisch 국립해양박물관) ist ein maritimes Museum, das sich in der südkoreanischen Stadt Busan befindet.

## Geschichte
Das Nationale Koreanische Maritime Museum wurde am 8. Juli 2012 nach dreijähriger Bauzeit in Busan eröffnet. Es wurde gebaut, um ein Wahrzeichen zu schaffen, das die maritime Geschichte der Nation widerspiegelt. Dazu wird eine Sammlung von maritimen Gegenständen präsentiert.

## Architektur und Ausstellungen
Das Museumsgebäude befindet sich auf einer Grundfläche von 45.444 Quadratmetern und besitzt eine Ausstellungsfläche von 25.870 Quadratmetern, die sich auf ein Erdgeschoss und vier oberirdische Stockwerke aufteilt. Das Museum hat eine annähernd quadratische Form, erinnert bei der Formgebung jedoch auch ein wenig an ein Schiff, da es sich nach unten verjüngt und an den Ecken bugähnlich gestaltet ist. Die Fassade über dem Haupteingang ist verglast, die übrigen Außenwände sind fensterlos.
Das Museum verfügt über diverse Ausstellungsräume in den oberen Etagen mit mehr als 10.000 maritimen Gegenständen. Als Höhepunkt ist das Diplomatenschiff Joseon Tongsinsa aus dem 16. Jahrhundert, das die größte Nachbildung in Südkorea darstellt, zu besichtigen. Es wurde halb so groß wie das eigentliche Schiff konstruiert. Weiterhin gibt es im Museum ein Aquarium, eine Bibliothek, ein Auditorium, eine Abteilung speziell für Kinder sowie ein 4D-Theater. Mehrere Räume werden für temporäre Ausstellungen genutzt. Einige größere Schiffe sind vor dem Museum im Freien aufgestellt.

## Galerie

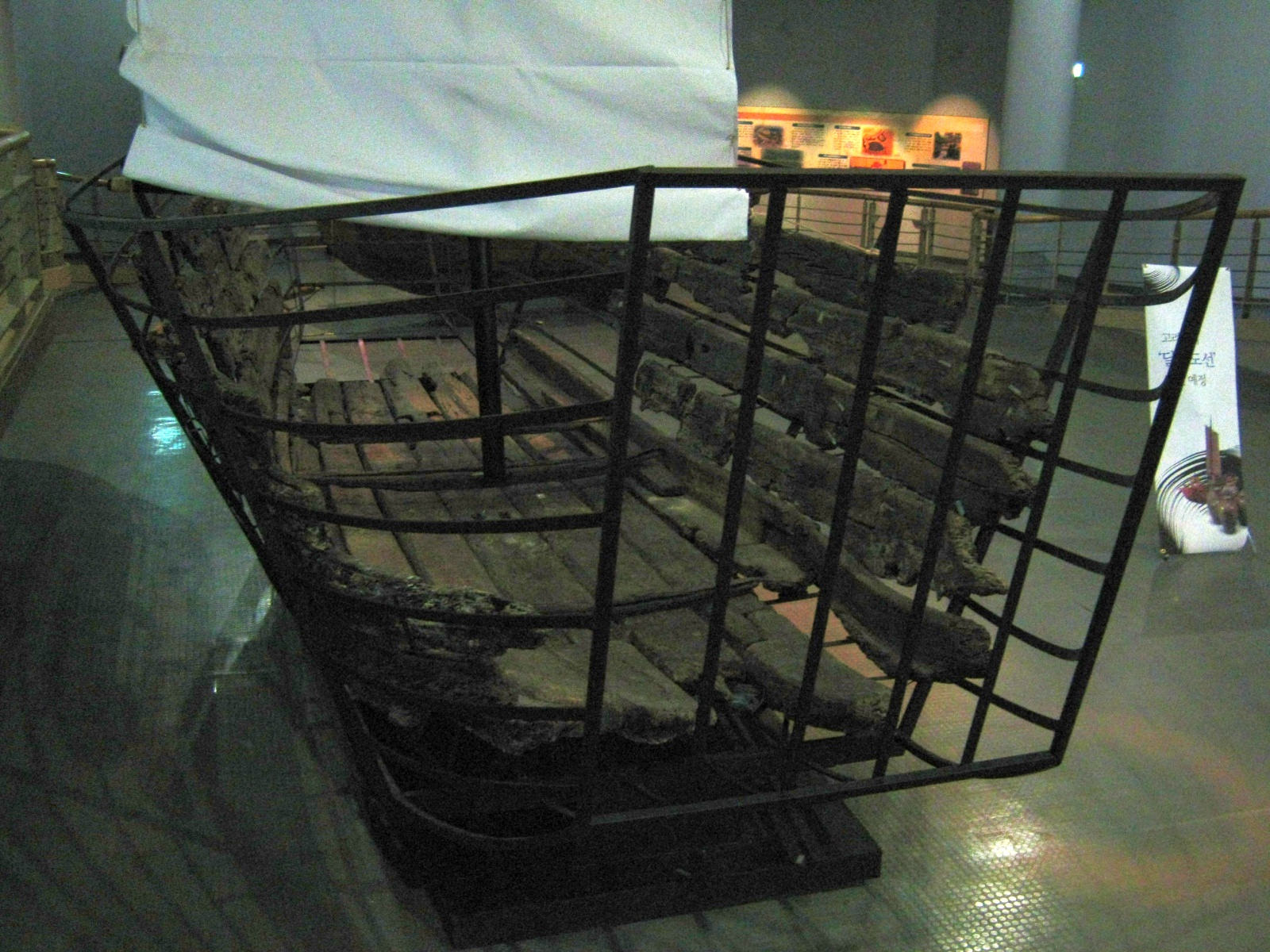
Rekonstruiertes Schiff
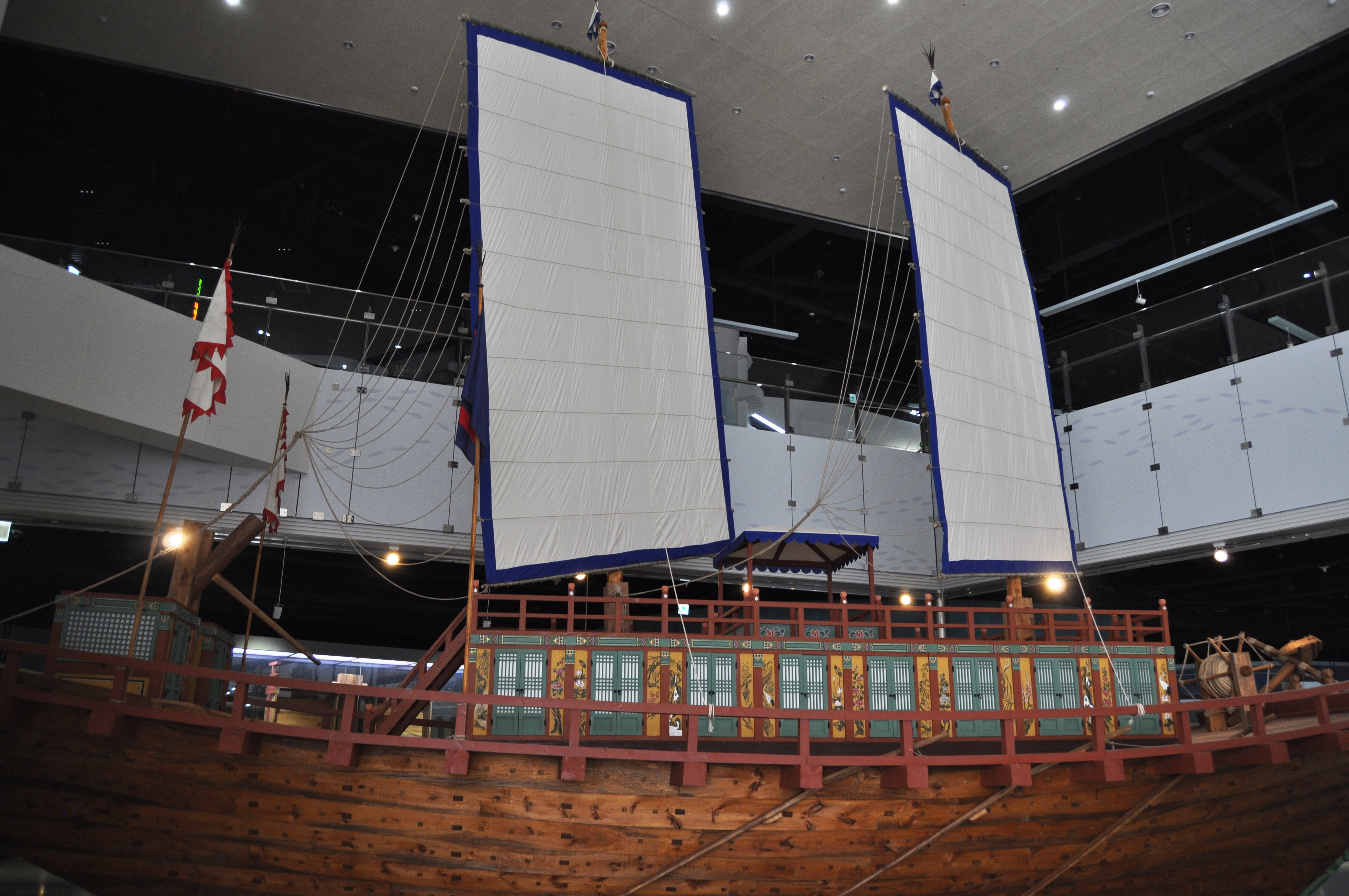
Nachbildung des Diplomatenschiffs Joseon Tongsinsa
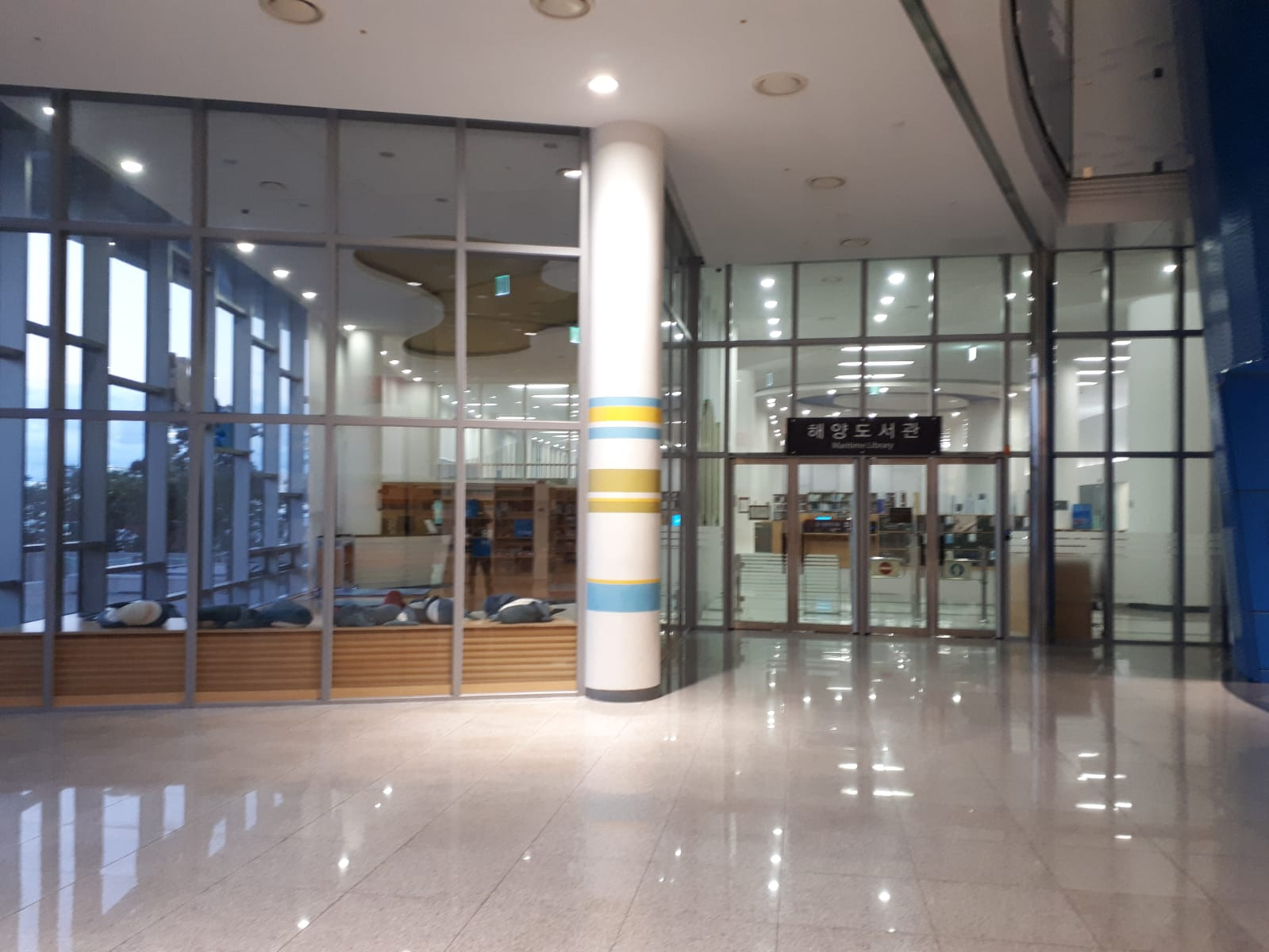
Bibliothek des Museums
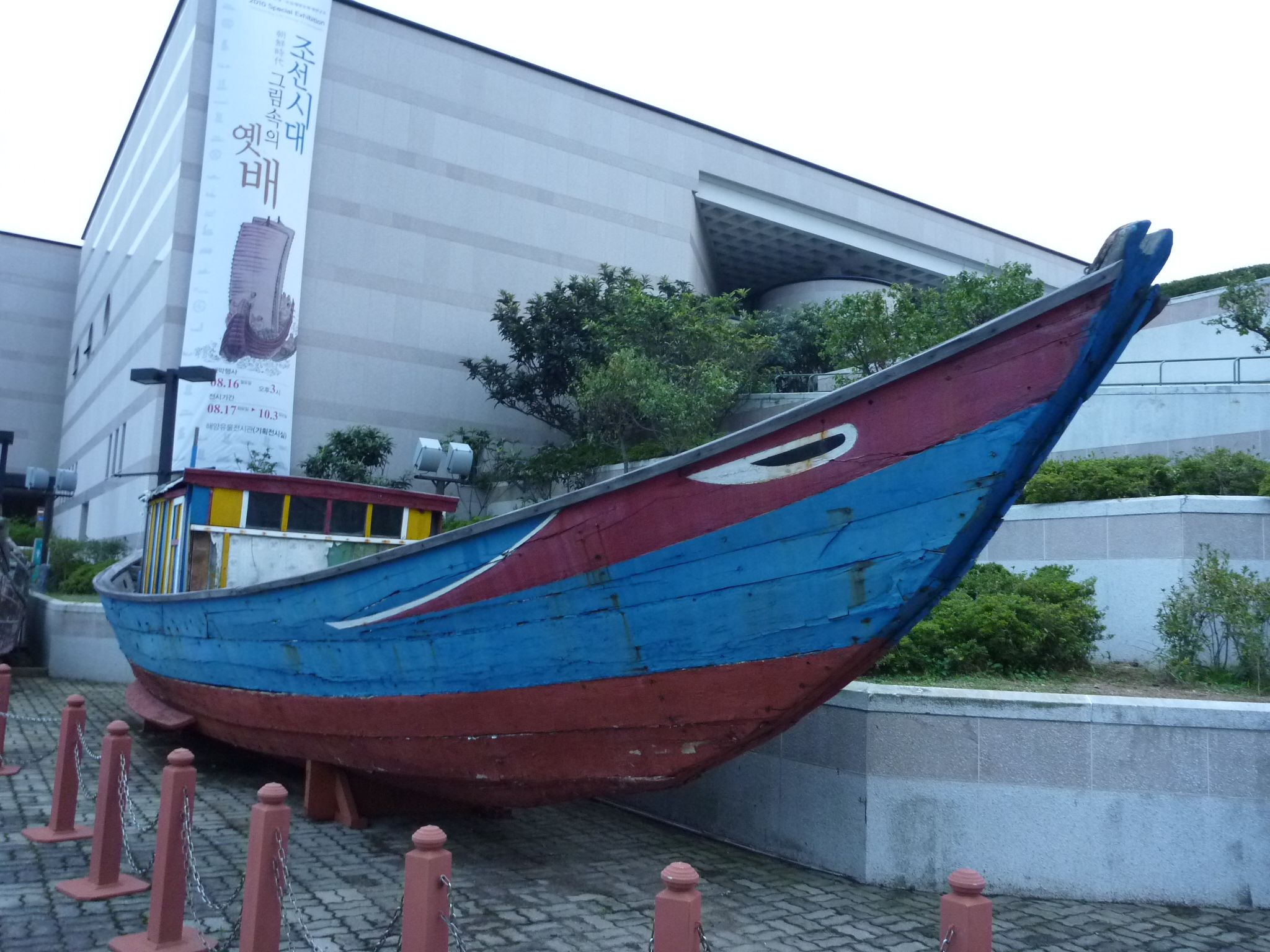
Antikes vietnamesisches Schiff im Außenbereich des Museums